# Мартін Руеда
Мартін Руеда (нім. Martin Rueda, нар. 9 січня 1963, Цюрих) — швейцарський футболіст, що грав на позиції захисника за низку швейцарських клубних команд, а також національну збірну Швейцарії.
По завершенні ігрової кар'єри — тренер.

## Клубна кар'єра
У дорослому футболі дебютував 1984 року виступами за команду клубу «Грассгоппер», в якій провів два сезони, взявши участь у 59 матчах чемпіонату. 
Протягом 1986—1991 років захищав кольори команди клубу «Веттінген».
Своєю грою за останню команду привернув увагу представників тренерського штабу клубу «Люцерн», до складу якого приєднався 1991 року. Відіграв за люцернську команду наступні чотири сезони своєї ігрової кар'єри. Більшість часу, проведеного у складі «Люцерна», був основним гравцем захисту команди. 1992 року виборов з командою титул володаря Кубка Швейцарії.
1995 року перейшов до клубу «Ксамакс», за який відіграв 3 сезони. Граючи у складі «Ксамакса» також здебільшого виходив на поле в основному складі команди. Завершив професійну кар'єру футболіста виступами за команду «Ксамакс» у 1998 році.

## Виступи за збірну
1993 року дебютував в офіційних матчах у складі національної збірної Швейцарії. Протягом кар'єри у національній команді, яка тривала 2 роки, провів у її формі 5 матчів.
У складі збірної був учасником чемпіонату світу 1994 року у США, який, щоправда, провів на лавці для запасних і на поле не виходив.

## Кар'єра тренера
Розпочав тренерську кар'єру невдовзі по завершенні кар'єри гравця, 1999 року, очоливши тренерський штаб клубу «Волен». Протягом першої половини 2000-х попрацював ще з декількома нижчоліговими швейцарськими командами, а протягом 2005–2007 років працював з юнаками у клубній системі «Грассгоппера».
2010 року очолив «Лозанну», яку зумів вивести до групового етапу Ліги Європи 2010/11. Результати, досягнені зі скромною «Лозанною», привернули увагу до тренера з боку амбітнішого клубу «Янг Бойз», тренерський штаб команди якого Руеда очолив 2012 року. Проте сезон 2012/13 «Янг Бойз» провалили, посівши лише сьоме місце у чемпіонаті Швейцарії, після чого тренер був звільнений.
Згодом працював в ОАЕ з «Дубаєм» та на батьківщині з «Воленом» і «Вілєм», головним тренером команди якого Мартін Руеда був протягом частини 2016 року.

## Титули і досягнення
- Володар Кубка Швейцарії (1):

«Люцерн»: 1991-92